# 亞空大作戰
《亞空大作戰》（Dungeons & Dragons）是部於1983年以著名的桌上角色扮演遊戲《龍與地下城》改編而成的美國電視動畫。台灣中視於1985年引進，在每星期日下午5:00至5:30名為《卡通假期》的時段播出。

## 開場白

### 台灣版
|  | 霹靂神弓！小海盜！魔術師！隱身衣！武士和魔棒！ |

|  | 那是罪惡之王溫吉爾，我是地獄王，領導萬物和飛龍！ |

|  | 這就是亞空大作戰！ |

### 中國大陸版
|  | 别害怕，给你神箭！铁棒！魔法！隱身衣！金盾和魔棒！ |

|  | 那是魔头，是邪恶的化身。我是正义的法师！ |

|  | 孩子们，让我们进入归乡历险记！ |

## 故事
韓克與戴安娜、施拉、柏士圖、伊力以及鮑比等人在遊樂場中參觀地獄飛龍（Dungeons & Dragons）遊戲，不料飛車在黑暗中出軌，被摔落於茫茫無知之地獄中，在他們覓路返家途中，得地獄王之協助，並各獲防身法寶一件，鮑比並得小獨角馬－獨角兒為伴，一行人遂以韓克為首，一同與惡魔溫吉爾對抗並尋找返家之路……

## 人物
- 地獄王（Dungeon Master）

- 韓克（Hank, the Ranger）

地獄王賦予其神弓（Ranger）
- 伊力（Eric, the Cavalier）

地獄王賦予其武士（Cavalier）
- 黛安娜（Diana, the Acrobat）

地獄王賦予其魔棒（Acrobat）
- 柏士圖（Presto, the Magician）

地獄王賦予其魔術師（Magician）
- 施拉（Sheila, the Thief）

地獄王賦予其隱身衣（Thief）
- 鮑比（Bobby, the Barbarian）

地獄王賦予其小海盜（Barbarian），為施拉之弟。
- 獨角兒（Uni）

- 復仇者溫吉爾（Venger）

## 外部連結
- 1980-11-食品電視廣告集錦篇 - 英倫卡通包 亞空大作戰 （页面存档备份，存于）
- 台灣囝仔(懷舊.蒐藏.交流) - 亞空大作戰尪仔仙